# Guillem Escrivà i Romeu
Guillem Escrivà i Romeu, també escrit com a Scrivà, fou un ciutadà honrat del Regne de València que exercí diversos càrrecs a la vida política valenciana de la primera part del segle xiv.
Del llinatge dels Escrivà de Romaní, Guillem fou fill de Joan Escrivà i García i de Maria-Eiximenis Romeu. Guillem Escrivà fou per herència paterna Senyor de Patraix. Va ser elegit en repetides ocasions com a Jurat de València per la Sant Tomàs els anys 1306, 1312 i 1317. També es coneix i està registrat que Guillem Escrivà va fer un prèstec monetari de 20.000 sous l'abril de l'any 1309 per a la conquesta d'Almeria que dugué a terme el Rei Jaume II.